# Malcolm & Marie
Malcolm & Marie és una pel·lícula estatunidenca del 2021 dramàtica romàntica en blanc i negre escrita i dirigida per Sam Levinson. És protagonitzada per John David Washington i Zendaya (també productors) com a personatges titulars; un director i la seva parella, la relació dels quals es posa a prova la nit de l'estrena de la seva última pel·lícula. El projecte va ser el primer llargmetratge totalment escrit, finançat i produït durant la pandèmia de COVID-19, amb el rodatge al juny i juliol del 2020.
Malcolm & Marie va ser publicada en versió limitada el 29 de gener de 2021, abans de ser publicat digitalment el 5 de febrer de 2021 per Netflix. Va rebre crítiques variades, que van elogiar les actuacions de Zendaya i Washington i la direcció de Levinson, però van blasmar el guió.

## Premissa
Quan el cineasta Malcolm (John David Washington) i la seva parella Marie (Zendaya) tornen a casa d’una estrena de cinema i esperen la resposta crítica de la seva pel·lícula, la vesprada fa un gir quan les revelacions sobre la seva relació comencen a aflorar, posant a prova l'amor de la parella.

## Producció

### Desenvolupament
Levinson i Zendaya participaven a la sèrie Euphoria d'HBO, que havia deixat de produir-se a causa de la pandèmia COVID-19, quan van discutir la possibilitat i la idea de fer un llargmetratge durant la pandèmia. Levinson va presentar diversos projectes a Zendaya, inclòs un thriller psicològic que filmarien a casa seva. Després va començar a plantejar-se "una peça romàntica que es desenvolupa en temps real". Va començar a escriure el guió de Malcolm & Marie, basant-se en la premissa de la seva pròpia experiència, on va oblidar donar les gràcies a la seva dona, Ashley Levinson, a l'estrena de la seva pel·lícula, Assassination Nation. "No podia deixar de pensar què passa quan oblides reconèixer la contribució d'algú tan integral del procés. Aquest va ser el punt de partida, i em vaig endinsar en un regne purament fictici, s'oblida d'agrair a la seva dona, però, què passa si ens assabentem que la pel·lícula es basa d'alguna forma en ella? Com puc empitjorar el problema i permetre que desprenga capes de la seva relació? " Levinson va escriure la pel·lícula al cap de sis dies, conversant amb Zendaya mentrestant.
Washington es va unir al projecte després que Levinson li va llegir 10 pàgines de diàleg per telèfon. "No m'ho podia creure". Washington va dir a Variety: "Vaig escoltar paraules boniques i alhora molt inquietants amb enfrontaments viscerals". La pel·lícula va ser finançada per Levinson i la seva dona, així com per Washington i Zendaya, que fan de productors.

### Rodatge
Després de rebre l'aprovació del Sindicat de Guionistes dels Estats Units, SAG-AFTRA i el Sindicat de Directors dels Estats Units, la pel·lícula va començar la producció principal del 17 de juny al 2 de juliol. El rodatge va tenir lloc íntegrament a la Caterpillar House, una casa particular a Carmel, Califòrnia. La pel·lícula va seguir els protocols locals de seguretat per COVID-19, incloent la quarantena de la totalitat del repartiment i el personal durant el rodatge, així com dues setmanes abans i després, les verificacions diàries de temperatura i l'augment de les mesures de neteja. L'equip incloïa molts membres de l'equip d'Euphoria, inclòs el director de fotografia Marcell Rév i el dissenyador de producció Michael Grasley. Tant Washington com Zendaya van ser els responsables de fer el seu propi maquillatge i triar el seu propi vestuari, ja que no hi havia artistes de maquillatge ni dissenyadors de vestuari al plató. No es permetien més de 12 persones alhora al plató. L'equip de producció també es va haver de mantenir molt limitat perquè el repartiment i la tripulació pogueren romandre sense molèsties durant el rodatge. La pel·lícula es va rodar en un film en blanc i negre de 35 mm.

## Estrena
El setembre de 2020 Netflix va adquirir els drets de distribució de la pel·lícula per 30 milions de dòlars, més que empreses com HBO, A24 i Searchlight Pictures. Es va estrenar en sales selectes el 29 de gener de 2021, abans de ser publicada a Netflix el 5 de febrer de 2021.

## Crítica
Segons la pàgina de crítica de cinema Rotten Tomatoes, el 59% de 76 crítics van donar a la pel·lícula una crítica positiva, amb una qualificació mitjana de 6,6/10. El consens dels crítics de la pàgina web és: "Les ambicions de Malcolm & Marie no sempre es compleixen satisfactòriament, però els seus defectes solen compensar-se amb la forta química entre les estrelles de la pel·lícula." A Metacritic, la pel·lícula té una puntuació mitjana ponderada de 59 sobre 100, basada en 22 crítics, que indica "ressenyes mixtes o mitjanes".
Peter Debruge va descriure per a Variety, que "Levinson dona a les seves estrelles aproximadament el mateix temps, modulant acuradament el sentit de l'equilibri. La seva direcció poques vegades sembla vistosa i, tanmateix, intuïm la intenció que hi ha darrere de cada tall mentre el poder i el control canvien al llarg de la pel·lícula." David Ehrlich, d'IndieWire, va donar a la pel·lícula la qualificació de C+ i va escriure que: “L'exasperant bellesa de Malcolm & Marie de Sam Levinson, s'assembla molt a les dues persones que donen nom al títol: confiats i insegurs en igual mesura, farcits de brànquies amb grans idees però no està convençuda de res més enllà de la seva pròpia existència frenètica i reverent en el passat de Hollywood, alhora que intenta apostar per una nova reivindicació del seu futur ". Charles Bramesco de Little White Lies va criticar la pel·lícula per ser un "discurs incòmode i horriblement sobreactuat" i va puntuar la pel·lícula amb una qualificació d'1/5.